# Solecko-Pacanowski Obszar Chronionego Krajobrazu
Solecko-Pacanowski Obszar Chronionego Krajobrazu – obszar chronionego krajobrazu położony na południowym wschodzie województwa świętokrzyskiego, na granicy z województwem małopolskim. Zajmuje powierzchnię 473,47 km² i obejmuje tereny gmin Oleśnica i Pacanów oraz część obszaru gmin Busko-Zdrój, Stopnica, Solec-Zdrój i Nowy Korczyn.
Obszar został utworzony przede wszystkim w celu ochrony wód powierzchniowych rzeki Wschodniej oraz walorów przyrodniczych doliny Wisły. Zabezpiecza także przed antropopresją wody lecznicze i uzdrowiska w Busku-Zdroju i Solcu-Zdroju.
Dominują tu zbiorowiska nieleśne. Na terenie obszaru, w dolinach rzecznych i okolicach Stopnicy i Solca-Zdroju występują liczne torfowiska i łąki z udziałem halofitów (komonica skrzydlatostrąkowa, muchotrzew solniskowy i koniczyna rozdęta). W okolicach Tuczęp i Jastrzębca występują bory sosnowe o zbliżonym do naturalnego charakterze. Na terenie S-POChK występują także bagienne bory trzcinnikowe, subkontynentalne bory świeże oraz bory mieszane. Rosną tu też zarośla krzewiaste z leszczyną i tarniną. Na południu i północnym zachodzie obszaru spotykane są murawy kserotermiczne. Występują tam m.in. miłek wiosenny, dziewięćsił bezłodygowy, rojnik pospolity, ostnica włosowata oraz wisienka stepowa. Na terenie obszaru znajdują się siedliska lęgowe ptactwa, m.in. bociana białego, czajki, czapli siwej i kurki wodnej. Spośród ssaków spotykane tu są liczne gatunki nietoperzy oraz rzęsorek rzeczek.
Do ważniejszych zabytków znajdujących się na terenie obszaru należą: zachowany średniowieczny układ miasta z pozostałościami zamku oraz gotyckim kościołem w Stopnicy, zespół pałacowo-parkowy w Zborowie, drewniany kościół św. Stanisława w Świniarach, zabudowa uzdrowiskowa w Solcu-Zdroju z XX w. oraz założenia urbanistyczne Pacanowa i Oleśnicy z zabudową małomiasteczkową.